# Előszállás
Előszállás é uma vila da Hungria, situada no condado de Fejér. Tem 33,37 km² de área e sua população em 2019 foi estimada em 5.552 habitantes.